# Лунный гурами
Лунный гурами (лат. Trichopodus microlepis) — один из видов лабиринтовых рыб рода гурами-нитеносцы. Относится к распространённым аквариумным рыбкам. Обитают в водоёмах Таиланда, Камбоджи.

## Описание

### Внешний вид
В природе лунные гурами достигают длины 18 см, в аквариумах до 12—15 см. Самец на 1—2 см крупнее самки.
Тело высокое, немного вытянутое в длину и сжатое по бокам. Большие глаза. Рот маленький и слегка вытянутый кверху.
Спинной плавник самца длиннее и острее, чем у самки. Кроме того, спинной плавник лунного гурами короче и круглее спинного плавника других видов гурами. Анальный плавник длинный, брюшные плавники — удлиненные, нитевидные.

### Окрас
Основной цвет тела серебристый, часто с голубоватым отливом. Во время нереста грудь у самца окрашивается в красновато-жёлтый цвет. Передняя кромка анального плавника самца имеет оранжевый оттенок. Нитевидные брюшные плавники у самца оранжево-красные, у самки желто-оранжевые. Самки ровного серебристого окраса, без красно-оранжевых оттенков.

## Разведение в неволе
В Европу впервые лунные гурами завезены в 1951 году. В Россию завезены в 1981 году.
В чистопородной форме лунных гурами в аквариумах содержат очень редко, однако с участием лунных и пятнистых гурами были выведены золотистая, лимонная, мраморная и другие селекционные формы гурами.
Самцы лунного гурами могут быть агрессивными и обижать других лабиринтовых рыб, например, более мелких лябиоз и лялиусов.
Содержание и разведение как у других представителей рода.